# Hastenbeck (Wilhelm Raabe)
Hastenbeck, eine historische Erzählung, ist die letzte vollendete Prosaarbeit von Wilhelm Raabe, die vom August 1895 bis zum September 1898 entstand und Ende 1898 bei Otto Janke in Berlin erschien.
Erzählt wird die Geschichte vom invaliden „Schweizerhauptmann Balthasar Uttenberger“ und von der greisen „Wackerhahnschen“. Die beiden Veteranen aus dem Siebenjährigen Krieg retten das Leben des Deserteurs Pold Wille und machen den Weg frei für das individuelle Glück vor dem Hintergrund des Krieges: Der „Porcelainemaler“ Pold heiratet die junge Immeke.

## Historie
Im Siebenjährigen Krieg kämpfen nicht nur Preußen und Österreich um den Besitz Schlesiens, sondern auch das mit Preußen verbündete Großbritannien gegen Frankreich um die Vorherrschaft in Kanada. Die kriegerischen Auseinandersetzungen der beiden westlichen Großmächte finden nicht nur in Nordamerika statt, sondern auch in den hannoverschen Stammlanden des englischen Königshauses. Der Sohn König Georgs II., Prinz Wilhelm August, Herzog von Cumberland, ist der Kommandeur der britischen Truppen auf niedersächsischem Boden. Er unterliegt auf dem deutschen Kriegsschauplatz 1757 in der Schlacht bei Hastenbeck dem Marschall von Frankreich Louis-Charles-César Le Tellier und weicht hinter die Aller zurück. Die Franzosen besetzen weite Teile Niedersachsens. Der Status quo wird in der Konvention von Zeven festgeschrieben, die jedoch noch im gleichen Jahr von Großbritannien widerrufen wird.

## Inhalt
Nach der Schlacht bei Hastenbeck wird der alte Reisläufer Uttenberger im Kriegssommer 1757 vom Fieber befallen und sterbenskrank im Haus des Boffzener Pastors Gottlieb Holtnicker zurückgelassen. Der Hauptmann stammt aus dem Kanton Zürich und hat im Dienste des Königs von Frankreich im Schweizerregiment Lochmann gekämpft. „Der deutsche Franzmann“ Uttenberger überlebt.
Pastor Holtnicker muss handeln, als Hans Leopold Wille, Pold Wille genannt, an einem Winterabend zum Fenster hereinschaut. Pold, Blumenmaler in der benachbarten Porzellanmanufaktur Fürstenberg, ist der Freund der Pastorentochter Hannchen, „Immeke“ oder auch „das Bienchen“ genannt.  Während der Schlacht wurde er verwundet und desertierte aus den Reihen des Herzogs Karl. Zunächst verbirgt die Weserhexe oder Witwe Wackerhahn – ehedem das schönste Mädchen in Boffzen, dann Sollingsförsterin, später Marketenderin in Sizilien – den fiebernden Blumenmaler in ihrem „letzten Lebensquartier“, einem spätmittelalterlichen Landwehrturm am Weserufer.
Die Frau des Pastors, Johanne Holtnicker, geborene Störenfreden, hatte ihre Tochter Bienchen 1741 als etwa dreijähriges Mädchen am Wege aufgelesen. Herzog Karl, Gründer der Porzellanmanufaktur, hatte der Adoption zugestimmt. Später wurde die hübsche Pflegetochter des Boffzener Pastorenehepaares bevorzugtes Modell der Fürstenberger Figuren-, Porträt- und Blumenmaler. Im Frühjahr und im Hochsommer 1756 ertappte die Pastorenfrau Bienchen bei Zärtlichkeiten mit dem blonden, schüchternen Pold Wille in der Laube sowie im „Nußgebüsch“. Auf der Flucht vor der erzürnten Pastorenfrau war Pold Wille in Dassel „in seiner Liebesbrunst“ dem ersten Werber des Herzogs von Cumberland in die Arme gerannt und hatte dem Herzog Treue bis in den Tod geschworen. Als Deserteur aus der Armee des Herzogs wird der „Musketierer Wille“ entsprechend der Konvention von Zeven nun sowohl von den Franzosen als auch von den „Engelländern“ gesucht. Alle wollen „sie ihn in seiner engelländischen Lumpenmontur fassen“, ihn „hängen oder zwischen die Spießruten schicken“.
Bienchen sucht Pold heimlich in seinem Turmversteck auf und bangt um das Leben des kranken Fahnenflüchtigen. Das „Mamsellchen“ wird von der Wackerhahnchen besänftigt: „Nein, nein, Mädchen, ans Leben geht’s ihm noch nicht, und was ich dazu tun kann, ihn dir ins Ehebett zu schaffen, wird getan.“
Im November 1757 wird der nur langsam Genesende im Boffzener Pfarrhaus aufgenommen und von seiner ärgsten Feindin, der Frau Pastorin, widerwillig gepflegt. Der neue Aufenthaltsort des Deserteurs bleibt nicht verborgen. Der ursprünglich als Ehemann für Bienchen vorgesehene Emanuel Störenfreden, Pfarrer zu Derenthal im Solling, ein Verwandter der Frau Pastorin, weiß davon. Auch die französischen Besatzer werden aufmerksam: Eine Streife aus Höxter durchsucht am 23. Dezember 1757 das Pfarrhaus nach Pold Wille. Als der Souslieutnant das Zimmer des Hauptmanns Uttenberger betritt, sitzt  dieser auf seinem Bett, unter dem er den Deserteur versteckt hat. Mit „Ah pardon, mon capitaine“ zieht sich der Eindringling verlegen grüßend rasch zurück. Nach diesem bedenklichen Ereignis entführt die Wackerhahnsche das Liebespaar kurz entschlossen. Die „liebe Pflegetochter“ Immeke verlässt „Vater und Mutter um des Liebsten willen.“ Durch den Tiefschnee führt der Weg der drei Flüchtlinge tagelang nach Schloss Blankenburg im Harz. Im neutralen Blankenburg haben der Herzog Karl und sein braunschweigischer Hof Asyl gefunden. Die Wackerhahnsche will bei Hofe für den Porzellanmaler um Gnade bitten. Unterwegs kommen die drei Wanderer am Heiligen Abend halb erfroren bei Pfarrer Störenfreden vorbei. Der Geistliche beherbergt den Nebenbuhler Pold Wille samt dessen Begleitung für eine Nacht unter seinem Dach. Die Wackerhahnsche zwingt ihn dazu, das Paar ohne die üblichen Formalitäten, aber gültig, zu trauen.
In Blankenburg schüttelt der Herzog „bedenklich und mißmutig den Kopf“ angesichts von Polds Fahnenflucht, begnadigt jedoch seinen besten Blumenmaler, den Malermeister Musketier Wille, und macht ihn zum Zeichenmeister der jüngeren Prinzessinnen.
Im Frühling 1758 werden die Franzosen über den Rhein zurückgetrieben. Der Hauptmann stirbt im Pfarrhaus. Pold und Immeke kehren aus Blankenburg zurück, und Pold arbeitet wieder in der Porzellanmanufaktur.
Immeke und ihre Kinder nennen die Wackerhahnsche „Mutter“. Die ehemalige Marketenderin, die 1768 stirbt, ist in ihrem Turm geblieben. Immeke und Holtnickers wünschten sich, dass sie im Dorf lebe. Sie hat jedoch nicht mit den anderen Menschen „nach Menschenart leben wollen und – können“, weil sie nach einem auf Kriegszügen verbrachten Leben nicht in einen „Grossmutterstuhl in der Kinderstube“ passe.

## Form
In der Geschichte sind der Blumenmaler Pold Wille und seine Immeke, entgegen der Lesererwartung, Nebenfiguren. Hauptsächlich agiert die Wackerhahnsche. Wenn die alte Frau im Grimm ihren Wanderstab fest aufstösst, weiß der Leser, der das krause Fabulier-Dickicht zu Beginn der Erzählung unerschrocken durchdringen konnte, sofort, wer daherkommt. Der Erzähler behauptet, „eine wahre Geschichte“ zu bringen. In seinem „treuen Bericht“ aus dem Jahr 1757, verfasst anno 1898, setzt er die Wiederholung als Stilmittel zum Beispiel in den drei folgenden Fällen ein.
- Der Jammerruf „Weh, Niedersachsen, weh!“ nennt jenen Kriegsschauplatz, auf dem die Herrscher Frankreichs, Englands und auch Deutschlands ihre bluttriefenden Auseinandersetzungen veranstalten.
- „Gottes Wunderwagen“ wird aus einem abgegriffenen Lederband zitiert. Autor ist der „aufrichtige Kabinettprediger Gottlieb Cober aus Altenburg“.[10] Von dem göttlichen Gefährt werden die Protagonisten über die Erzählung hinweg immer einmal abgeworfen.
- Aus den Idyllen[11] des jungen Zürchers Salomon Geßner wird noch vorgelesen. Hauptmann Uttenberger hatte das Büchlein auf dem Feld bei Hastenbeck aufgelesen. Der Landsmann Uttenbergers singt in dem Büchlein in den Kanonendonner hinein vom goldenen Zeitalter, Arkadien, Milch und Honig und vor allem von Daphnis und Chloe. Daphnis ist nämlich bei Raabe Pold Wille und Chloe ist das Bienchen Immeke.

## Selbstzeugnisse
- Am 15. September 1898 schreibt Raabe in einem Brief an Paul Gerber, er habe sich drei Jahre „mit der Bestie“ [dem Manuskript „Hastenbeck“] abgemüht.[12]
- Die Poesie betreffend stellt Raabe in einem Brief vom 15. November 1898 an Sigmund Schott sein Licht unter den Scheffel. Seine poetische Sonne sei im Untergehen.[13]
- Raabe bedankt sich für eine wohlmeinende Besprechung: „Daß Ihr liebenswürdiger Wunsch: ‚Möge die Besprechung wirken!‘ der Menge gegenüber in Erfüllung gehe, möchte ich… bezweifeln.“[14]

## Rezeption
- Hoppe[15] nennt zahlreiche Äußerungen von Zeitgenossen, unter anderem von Maria Uhse (1898), Sigmund Schott (1898), Wilhelm Brandes (1898), Hans Blum (1898), Heinrich Hart (1899), Leo Berg (1899), Eduard Engel (1899), W. Domansky (1899) und Eugen Sierke (1899). Hoppe gibt auch Raabes Quellen[16] an:

Archenholz: Geschichte des siebenjährigen Krieges in Deutschland, Berlin 1793
Havemann: Geschichte der Lande Braunschweig und Lüneburg, Lüneburg 1837
Mauvillon: Geschichte Ferdinands, Herzogs von Braunschweig-Lüneburg, Leipzig 1794.
- Sprengel[17] weist auf den Widerspruch von „pazifistischer Anklage und nationalgeschichtlichen Perspektiven“ hin.
- Oppermann[18] bespricht Raabes hohe Zitierkunst und beruft sich dabei auf Herman Meyers „Das Zitat in der Erzählkunst“ (Stuttgart 1967, S. 186). Nach „Hastenbeck“ habe sich Raabe „Schriftsteller a. D.“ benannt. „Altershausen“ habe er „im Grunde für sich allein“ geschrieben.
- Zeller[19] beruft sich unter anderem auf Herman Meyer und Karl-Jürgen Ringel,[20] wenn er die oben im Abschnitt „Form“ genannten Idyllen Geßners als Strukturbildner von „Hastenbeck“ heraushebt.
- Geldsorgen hätten Raabe zum Abschluss des Manuskripts gezwungen.[21]
- Weiter führende Arbeiten nennen Oppermann[22] (Barker Fairley (1961), Ingrid von Heiseler (1967), Karl Hoppe (1967), Werner Schultz (1966) und Karl-Jürgen Ringel (Bern 1970)) und von Studnitz[23] (Gabriele Ruhl-Anglade (1983)). Meyen[24] listet 19 Besprechungen aus den Jahren 1898 bis 1971 auf.

### Erstausgabe
- Wilhelm Raabe: Hastenbeck. Eine Erzählung. Verlag von Otto Janke, Berlin 1899.

### Verwendete Ausgabe
- Wilhelm Raabe: Hastenbeck. Eine Erzählung. 1. Auflage. Union Verlag, Berlin 1974. (Nachwort: Siegfried Rentzsch, Illustrationen: Jutta Hellgrewe)

### Ausgaben
- Wilhelm Raabe: Hastenbeck. Eine Erzählung. Verlag von Otto Janke, Berlin 1909 (3. Aufl.)
- Hastenbeck. S. 5–200 Mit einem Anhang, verfasst von Karl Hoppe, S. 417–474. In: Karl Hoppe (Bearb.): Hastenbeck. Altershausen. Gedichte. 2. Auflage. Vandenhoeck & Ruprecht, Göttingen 2001, Bd. 20, ISBN 3-525-20144-3. In: Karl Hoppe (Hrsg.), Jost Schillemeit (Hrsg.), Hans Oppermann (Hrsg.), Kurt Schreinert (Hrsg.): Wilhelm Raabe. Sämtliche Werke. Braunschweiger Ausgabe. 24 Bde.
- Wilhelm Raabe: Wilhelm Raabes Wunderwagen. Das Odfeld und Hastenbeck. 2 Bde. Verlag hohesufer.com, Hannover 2010, ISBN 978-3-941513-10-5.
- Wilhelm Raabe: Hastenbeck. Eine Erzählung. Verlag hohesufer.com, Hannover 2010, ISBN 978-3-941513-09-9.